# Pretend We're Dead
Pretend We're Dead è un singolo discografico del gruppo musicale statunitense L7, pubblicato nel 1992.

## Il brano
Il brano è stato scritto da Donita Sparks ed estratto dal terzo album in studio delle L7 Bricks Are Heavy.

## Tracce
1. Pretend We're Dead
2. Shitlist
3. Lopsided Head
4. Mr. Integrity